# Nagod
Nagod, Nagode, Nagaudh, Uchahra o Unchahra fou un estat tributari protegit de l'Índia central a l'agència de Baghelkhand i després del 1931 del Bundelkhand amb una superfície de 1.298 km². El nom que va portar fins al segle XVIII fou Unchalira o Unchahra del nom de la seva primera capital. La segona capital fou Nagod (ciutat). L'estat estava format per dues parts separades: la pargana aïllada de Dhanwahl, a l'est de Maihar, concedida el 1859 pels bons serveis durant el motí. El territori estava situat a l'est de la serra de Panna i només un petit territori estava a la zona muntanyosa. El riu principal era el Satna, afluent del Tons.

## Història
Els sobirans eran rajputs parihars, un dels quatre clans Agnikula, la llar tradicional del qual era Mont Abu. Al segle VII els gaharwars dominaven el que després fou el Bundelkhand però en foren expulsats o almenys dominats per una incursió de rajputs parihars procedents de Rajasthan que es van establir a la zona entre Mahoba i Mau i ràpidament van estendre el seu domini sobre bona part de la regió. Al segle IX van quedar subordinats al clan chandela i encara que no exterminats, una bona part van haver d'emigrar més a l'est al Baghelkhand on segons els seus anals Raja Dhara Singh es va apoderar de la fortalesa de Naro que va arrabassar als rages de Teli el 1344. El 1478 Raja Bhoja va obtenir Unchahra, que va convertir en la seva capital i així va restar fins al 1720 quan la capital es va traslladar a Nagod per decisió de Raja Chain Singh; posteriorment els parihars van perdre quasi totes les seves possessions davant de bundeles i bagheles excepte el petit territori de Nagod, i encara com a feudataris.
Després del tractat de Bassein (31 de desembre de 1802) els britànics van esdevenir sobirans de la zona i Nagod es va convertir en tributari de Panna i fou inclòs en el sanad concedit a aquest estat el 1807. Però en reconeixement que la nissaga posseïa el territori abans de l'establiment del poder de Chhatarsal i havien estat contínuament independents tot i que en algun moment feudataris dels bundeles i d'Ali Bahadur, un sanad separat es va concedir a Lai Sheoraj Singh el 1809 confirmant-lo en les seves possessions; el va succeir el 1818 el seu fill Balbhadra Singh, que fou deposat el 1831 per assassinar al seu germà. El seu successor Raghavendra Singh, que era llavors menor d'edat, va rebre els poders el 1838 i va obtenir un nou sanad, pel qual havia de pagar uns drets successoris de vuit mil rúpies; l'estat es va endeutar i el 1844 fou posat sota administració britànica. El 1857 durant el motí el sobirà es va mostrar altament lleial i en reconeixement va rebre 11 pobles que van formar la pargana de Dhanwahl, confiscada a l'estat de Bijeraghogarh. El 1862 va rebre un sanad permetent l'adopció i el 1865 va reassolir el govern fins a la mort el 1874. El va succeir el seu fill, Raja Jadavendra Singh, de 19 anys que va rebre poders el 1892 però en fou privat el 1894 per mala administració i es va retirar a Benarés on va viure reclòs 10 anys refusant totes les peticions per tornar; finalment l'agost de 1904, va acceptar una pensió i va passar a residir a Satna. La salutació del sobirà era de 9 canonades.

## Arqueologia
- Stupa budista a Bharhut 24° 37′ N, 80° 53′ E / 24.617°N,80.883°E descoberta per sir Alexander Cunningham el 1873.
- Lahalpar, un turó proper a l'stupa amb una cova amb inscripcions de la dinastia Kalachuri del 1158
- Sankargarh
- Khoh, abans una gran ciutat capital dels rages Tali amb restes d'entre 475 i 554
- Temples i restes a Bhumara, Majhgawan, Kari Talai i Pataini Devi.

## Població
La població era:
- 1881: 79.629
- 1891: 84.097
- 1901: 67.092
- 1931: 75.000

L'estat tenia una sola ciutat, Unchahra, l'antiga capital, i 336 pobles. La llengua habitual era el baghelkhandi parlada pel 85%. El 86% de la població es dedicava a l'agricultura.

## Bandera
La bandera de l'estat era triangular verda amb el trident daurat a la part del pal.

## Llista de rages
- Raja VEERRAJ Judeo 1344-1357
- Raja JUGRAJ Deo 1357-?
- Raja DHARSingh Judeo ?-1375
- Raja KISHAN DAS Judeo 1375-1400
- Raja VIKRAMADITYA Judeo 1400-1424
- Raja BHARIT CHAND 1424-1446
- Raja GURPAL Singh 1446-1469
- Raja SURAJ PAL Judeo 1469-1491
- Raja BHOJ RAJ Judeo 1491-1523
- Raja KARAN Judeo 1523-1560
- Raja PRATAP RUDRA Deo 1560-1593
- Raja NARENDRA SHAH Judeo 1593-1612
- Raja BHARAT SHAH 1612-1648
- Raja PRITHVI RAJ Singh 1648-1685
- Raja FAKIR SHAH 1685-1721
- Raja CHAIN Singh 1720-1748
- Raja AHLAD Singh 1748-1780
- Raja SHIVRAJ Singh 1780-1818
- Raja BALBHADRA Singh 1818-1831
- Raja RAGHVENDRA Singh 1831-1874
- Raja JADVENDRA Singh 1874-1922
- Raja NARHARENDRA Singh 1922-1926
- Raja Shrimant MAHENDRA Singh Ju Dev Bahadur 1926-1948 (+1981)